# Klasatorpet

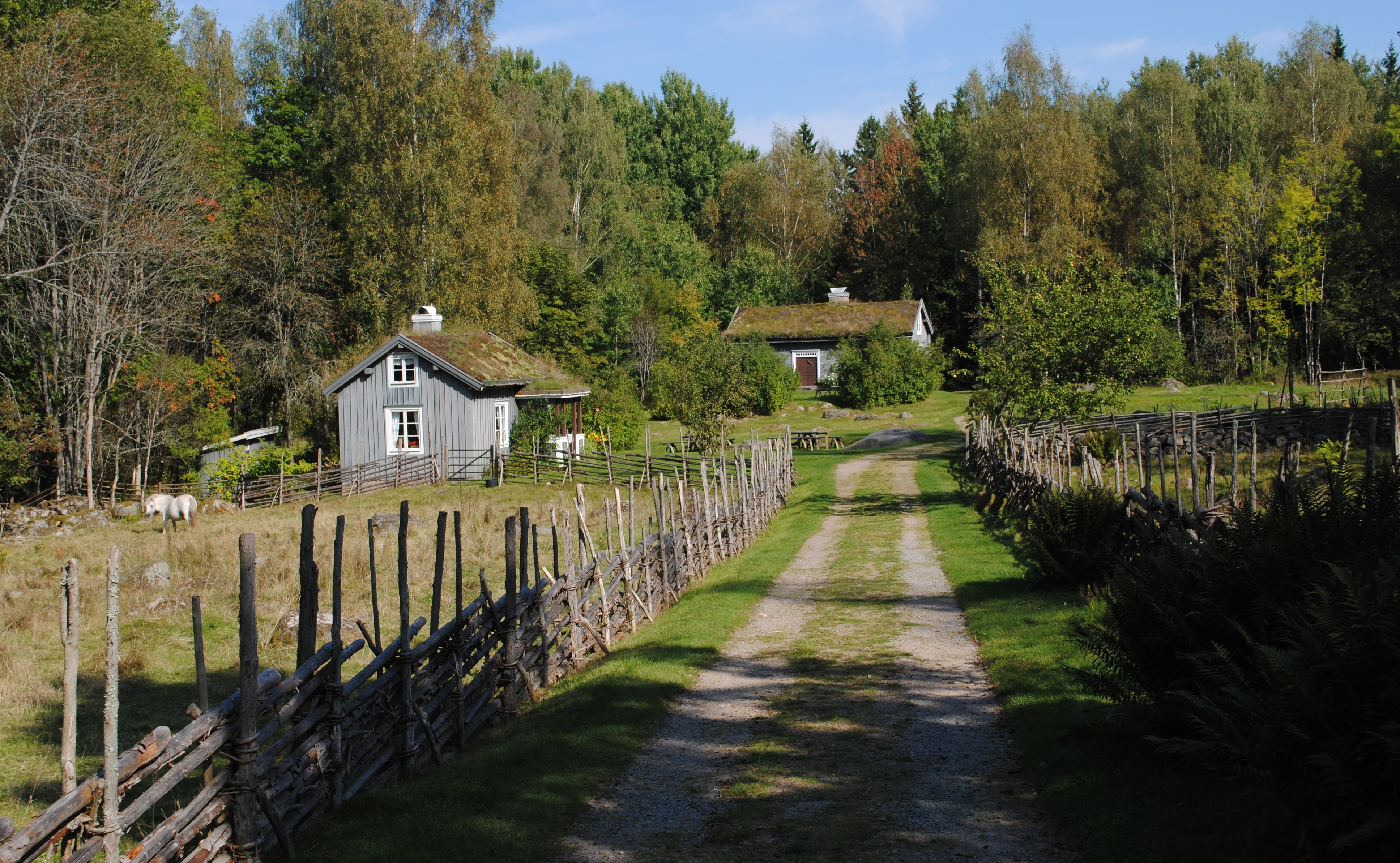
Klasatorpet i Långasjö.

Klasatorpet är en småländsk torpstuga från 1800-talet som sedan 1969 är ett sommaröppet hembygdsmuseum. Vid inspelningen av Vilhelm Mobergs roman Utvandrarna 1969 var torpet inspelningsplats för huvudpersonernas bostad Korpamoen. Klasatorpet ligger i Långasjö, sydväst om Emmaboda i Småland.
Torpet byggdes i början av 1800-talet, och namnet fick det efter före detta ryttare Per Klase i Växjö kompani som bodde här en tid. Sedan beboddes det av flera familjer.
Klasatorpet sköts av Långasjö hembygdsförening, som äger husen och intilliggande marker efter att dessa köpts loss från kyrkan. Avsikten är att bevara torpmiljön och bruka jorden som på tidigt 1800-tal.

## Emigration
Åren 1846–1930 emigrerade omkring 1,3 miljoner svenskar till USA, varav omkring 1200 personer från Långasjö och några från Klasatorpet. Småland hade den största utvandringen av alla landskap i Sverige. Cirka hälften av Långasjö sockens invånare utvandrade.

## Filminspelningen
Inför filmatiseringen av Utvandrarna sökte filmregissören Jan Troell efter en autentisk torpmiljö som kunde föreställa Korpamoen från Vilhelm Mobergs roman. Med hjälp av Långasjö hembygdsförening fann han Klasatorpet som liknade "ett sextondels mantal Kronoskatte Korpamoen". Vilhelm Moberg godkände själv platsen som lämplig, även om han tyckte att marken kunde ha varit lite stenigare. Klasatorpet omvandlades på 6 månader till Korpamoen och på sommaren 1969 var inspelningerna på platsen klara.

## Turism

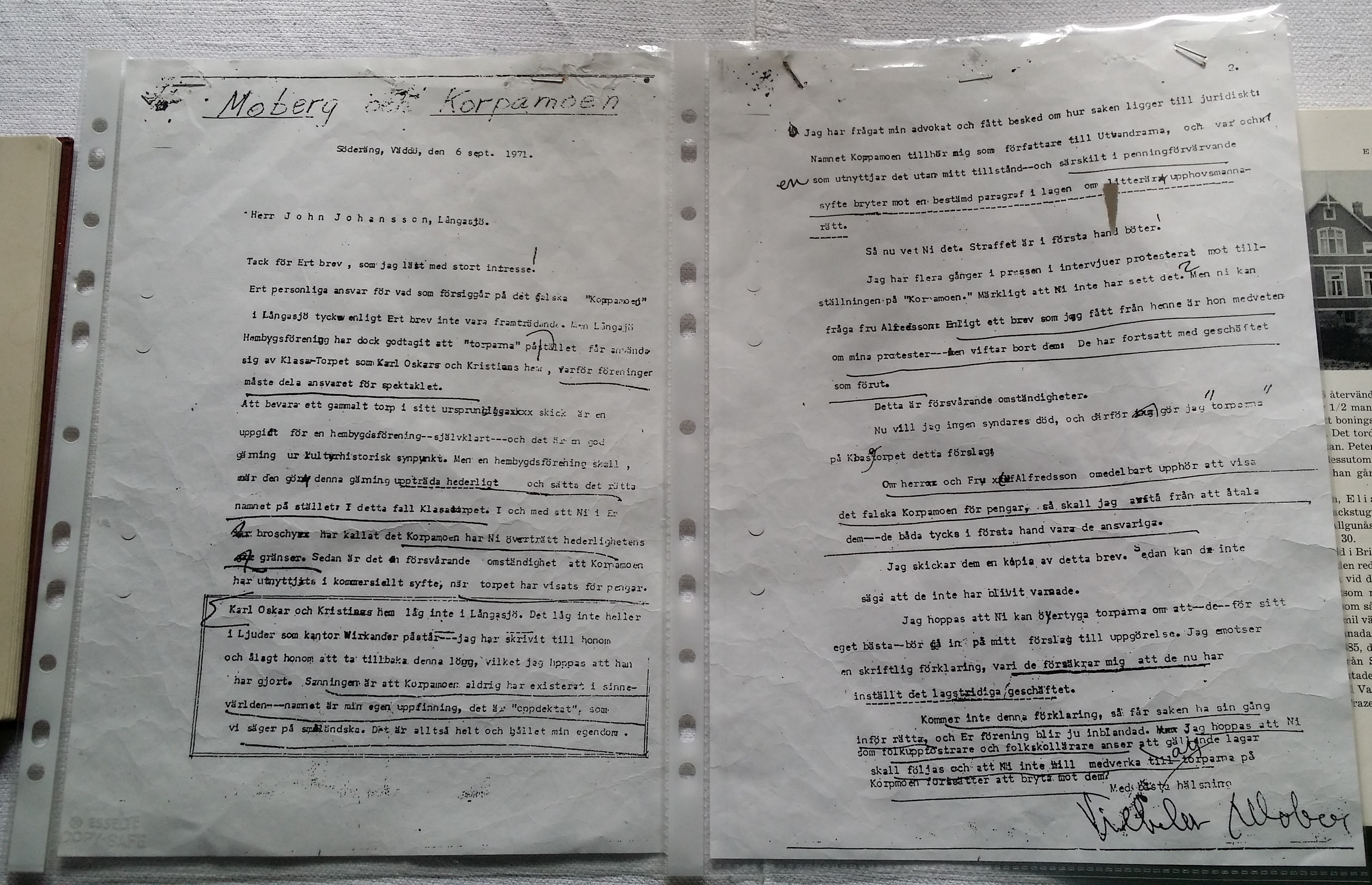
Mobergs brev om Korpamoen från 1971.

Redan när filminspelningen pågick började torpet besökas av turister. Klasatorpet ser idag precis ut som under tiden för filminspelningen. Därigenom kan man få en bild av hur livet tedde sig här på 1800-talet.
Vilhelm Moberg själv var inte förtjust i turismen kring Korpamoen. 1971 skrev han ett brev där han påpekade att Korpamoen var ett av honom påhittat namn och förbjöd användandet av namnet i marknadsföringen av Klasatorpet. Det hindrade inte att turismen kring gården fortsatt.

## Bildgalleri

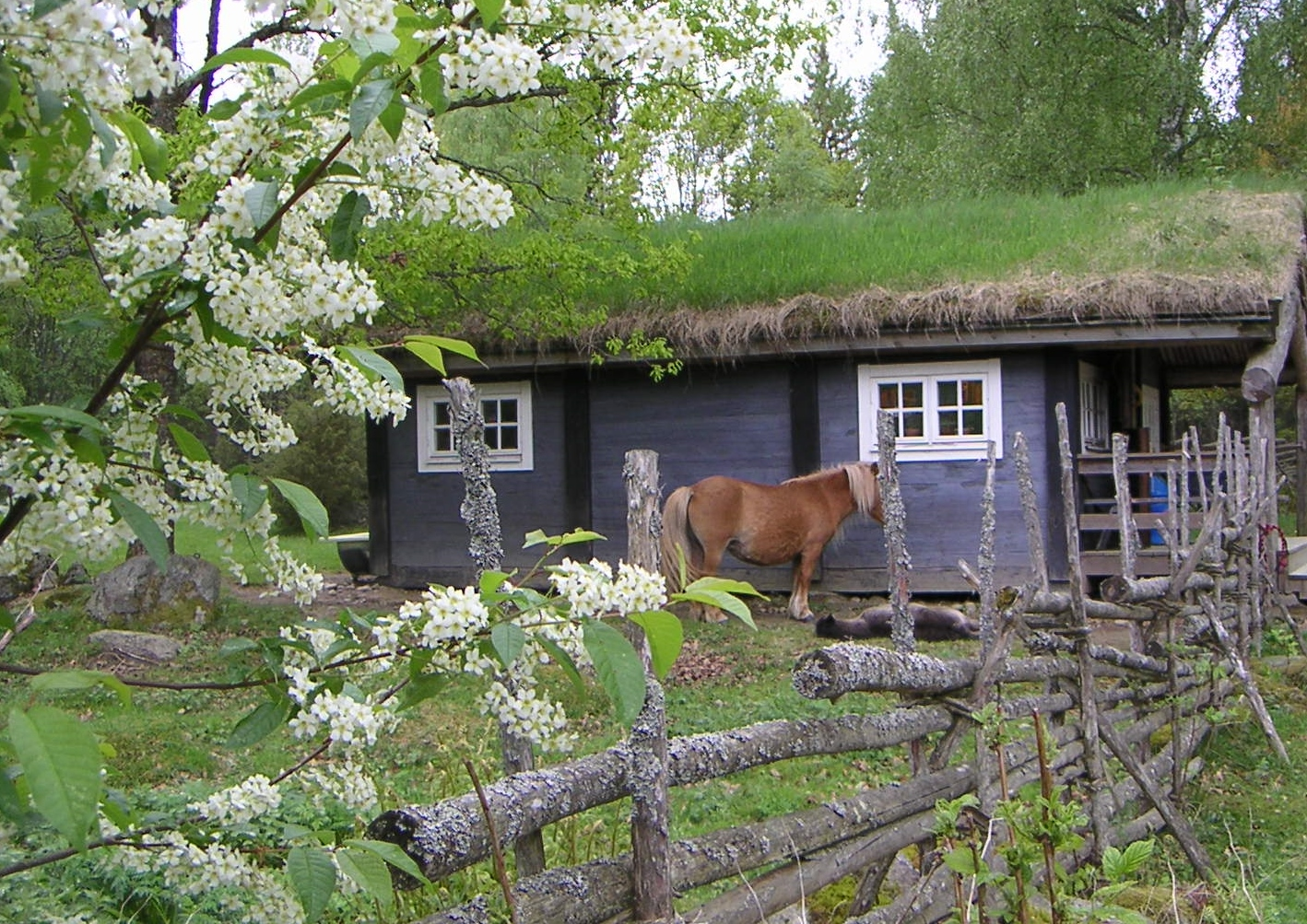
Entrén till Klasatorpet
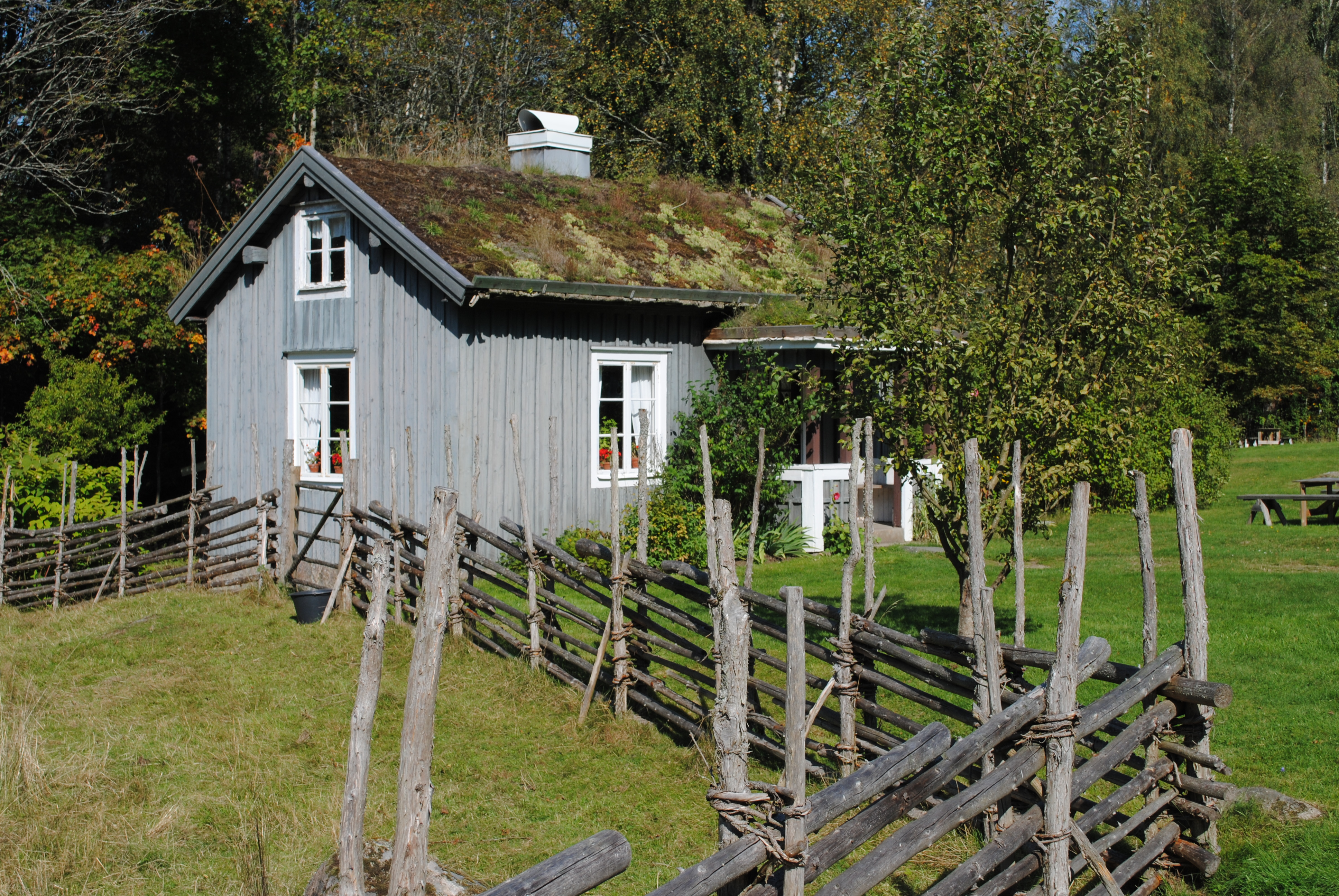
Undantagsstugan
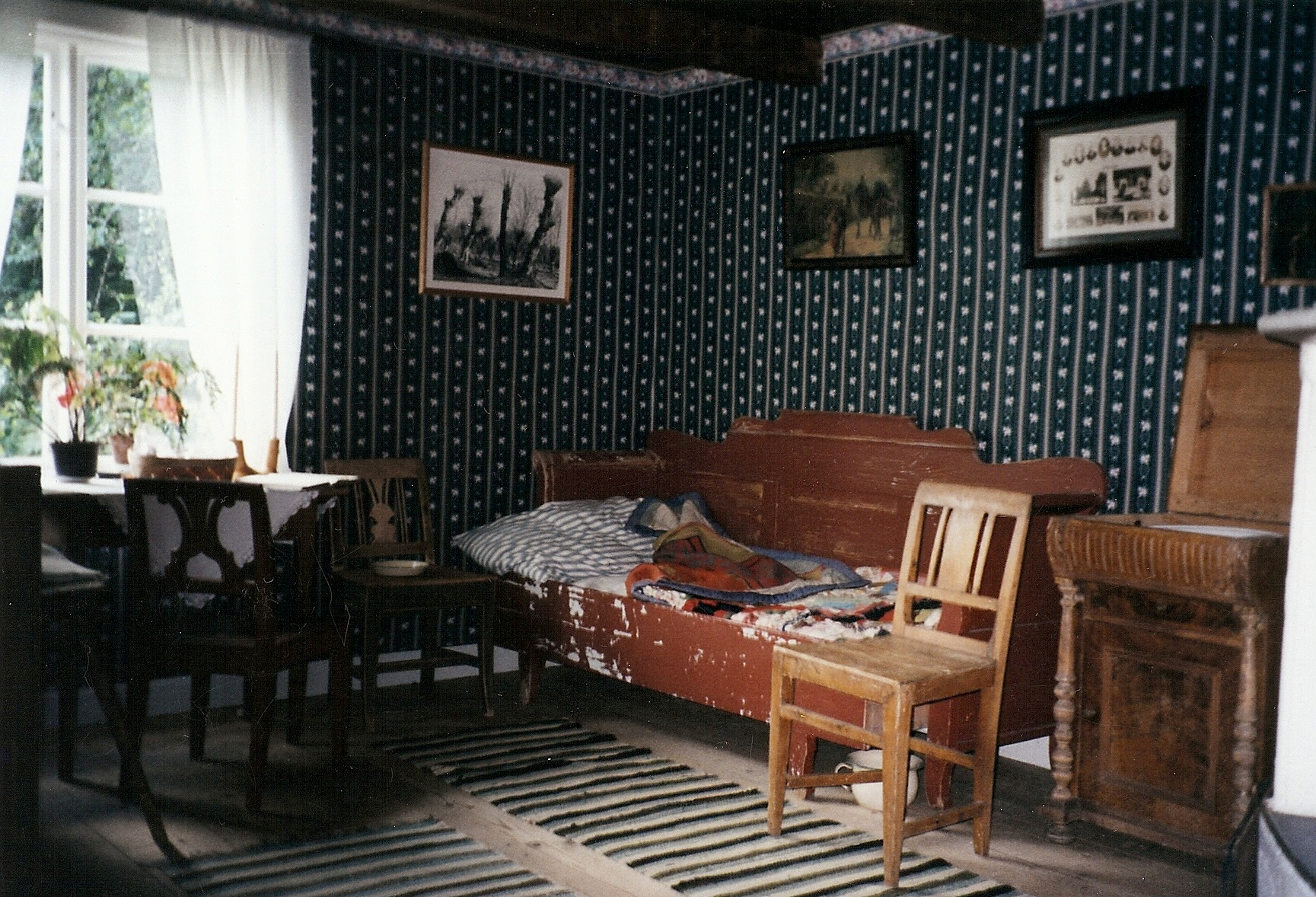
Interiör i Klasatorpets undantagsstuga
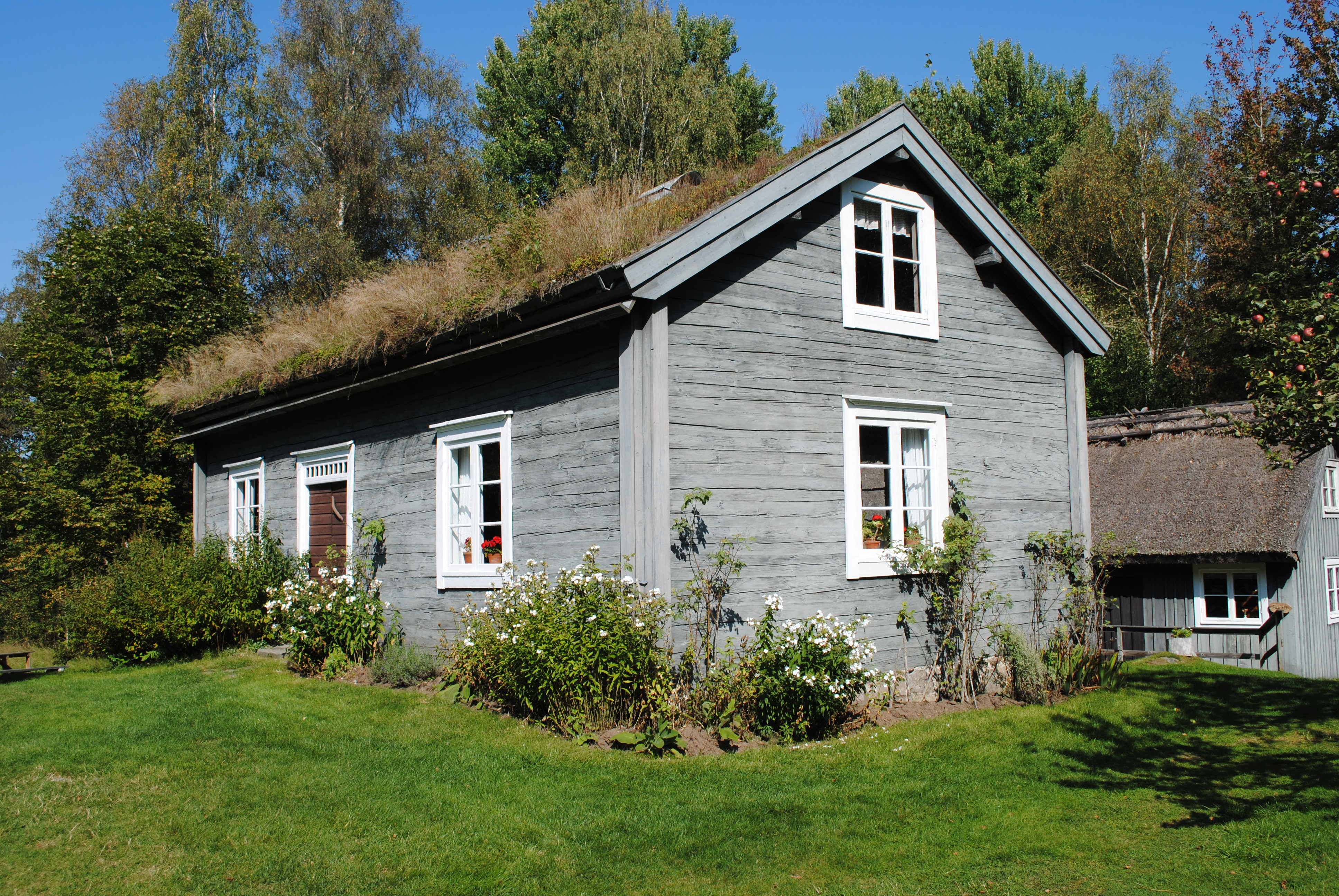
Torpstugan
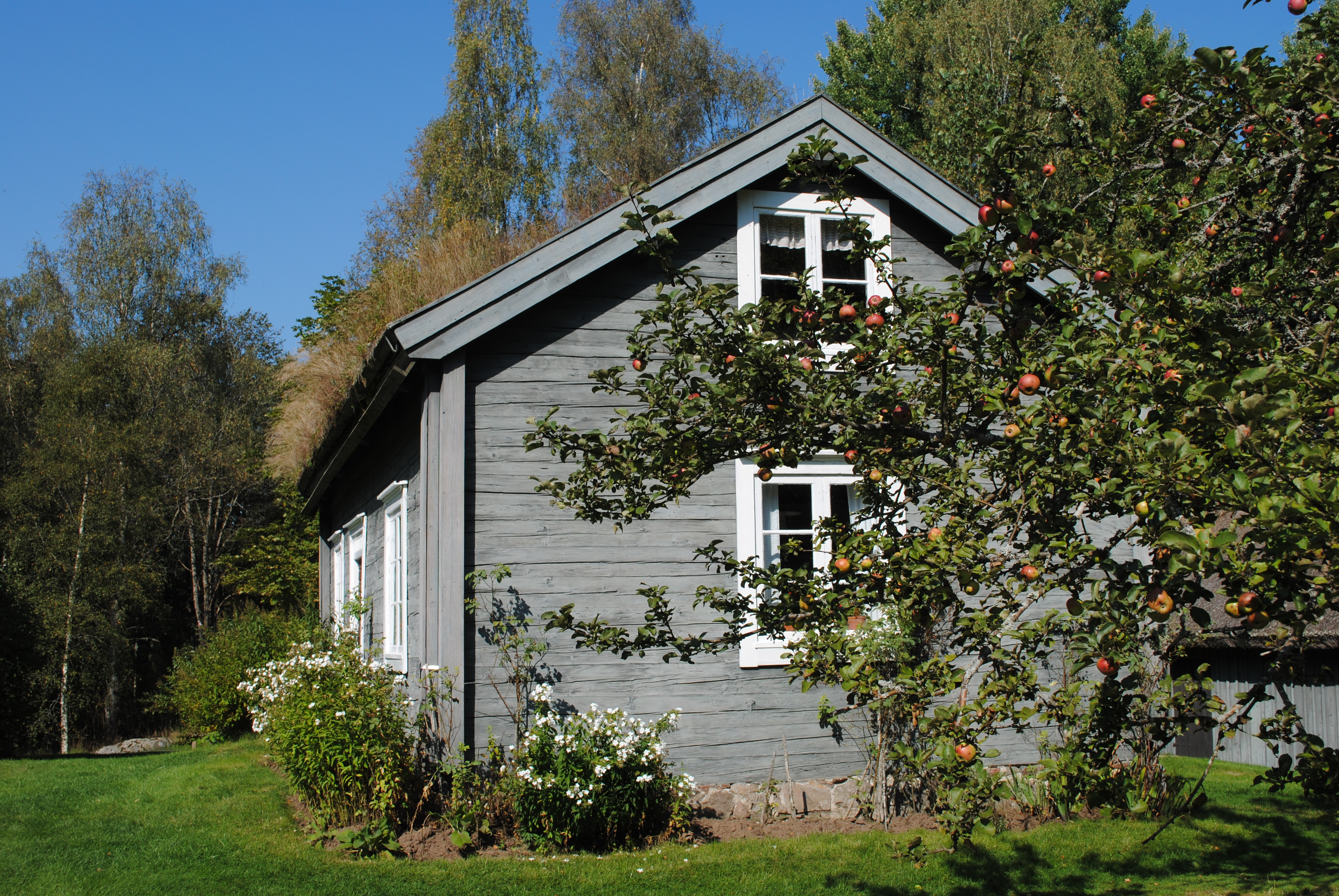
Äppelträd vid husgaveln
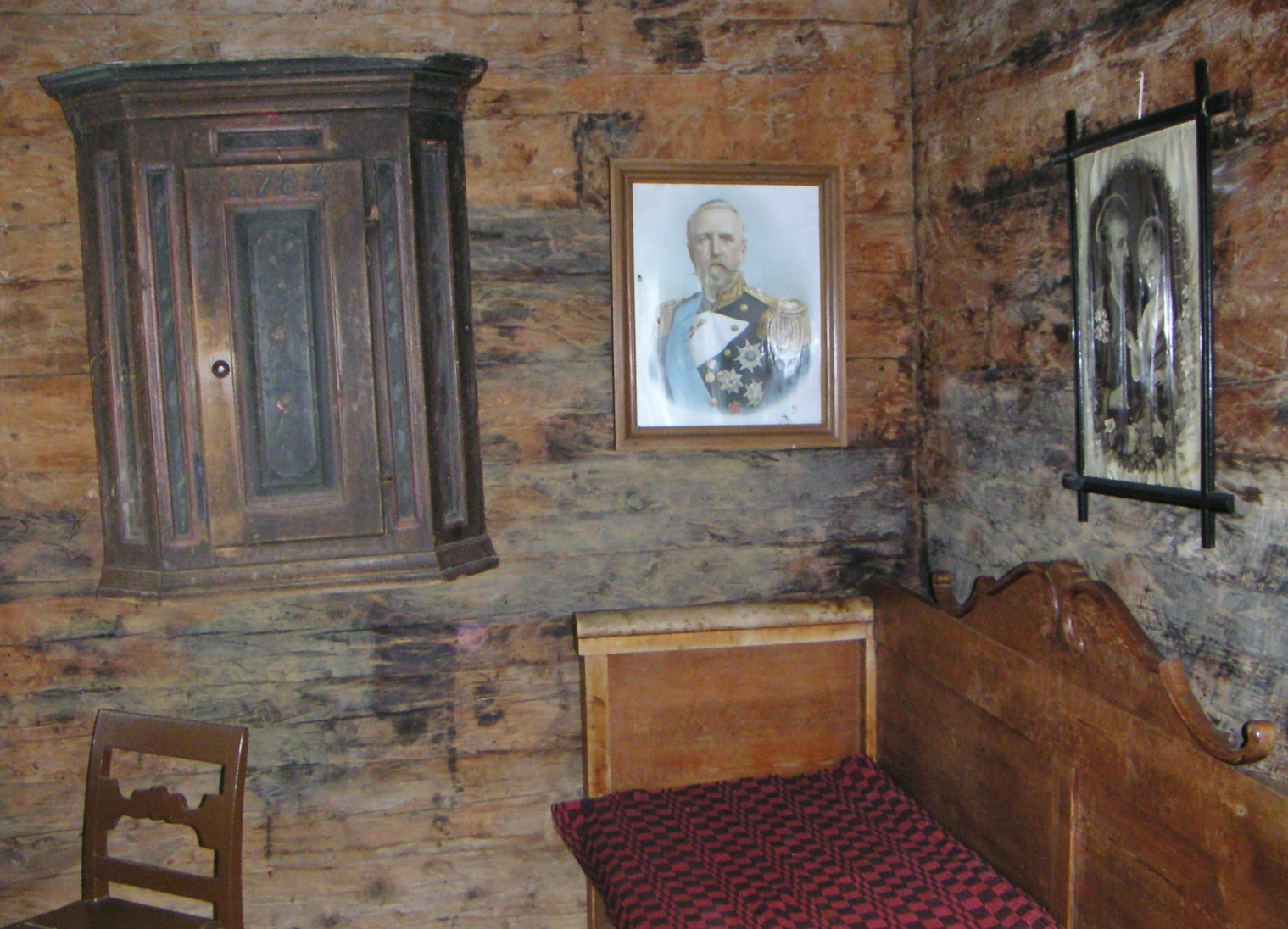
Torpstugans interiör med kungaporträtt,väggskåp och soffa
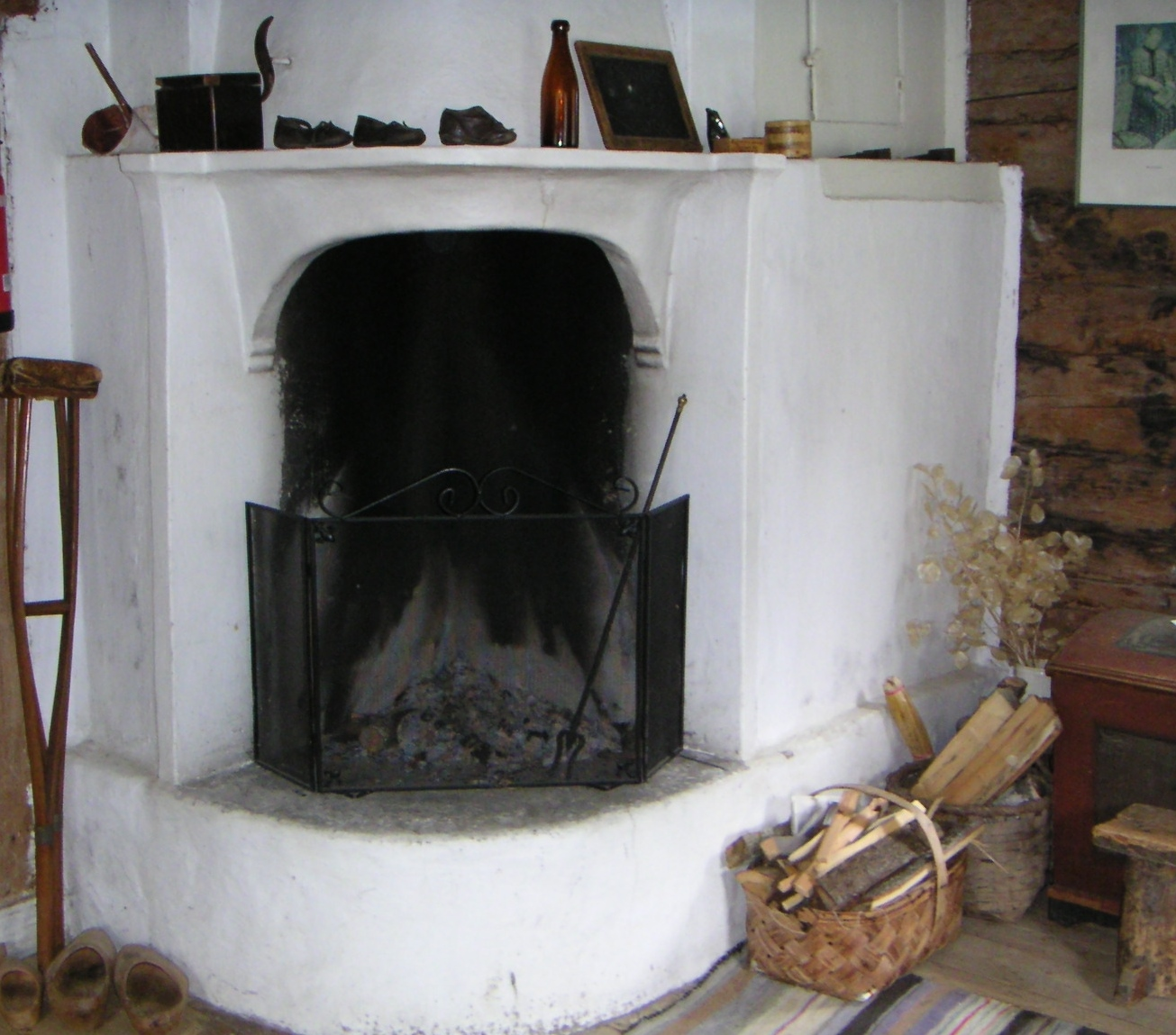
Öppen spis
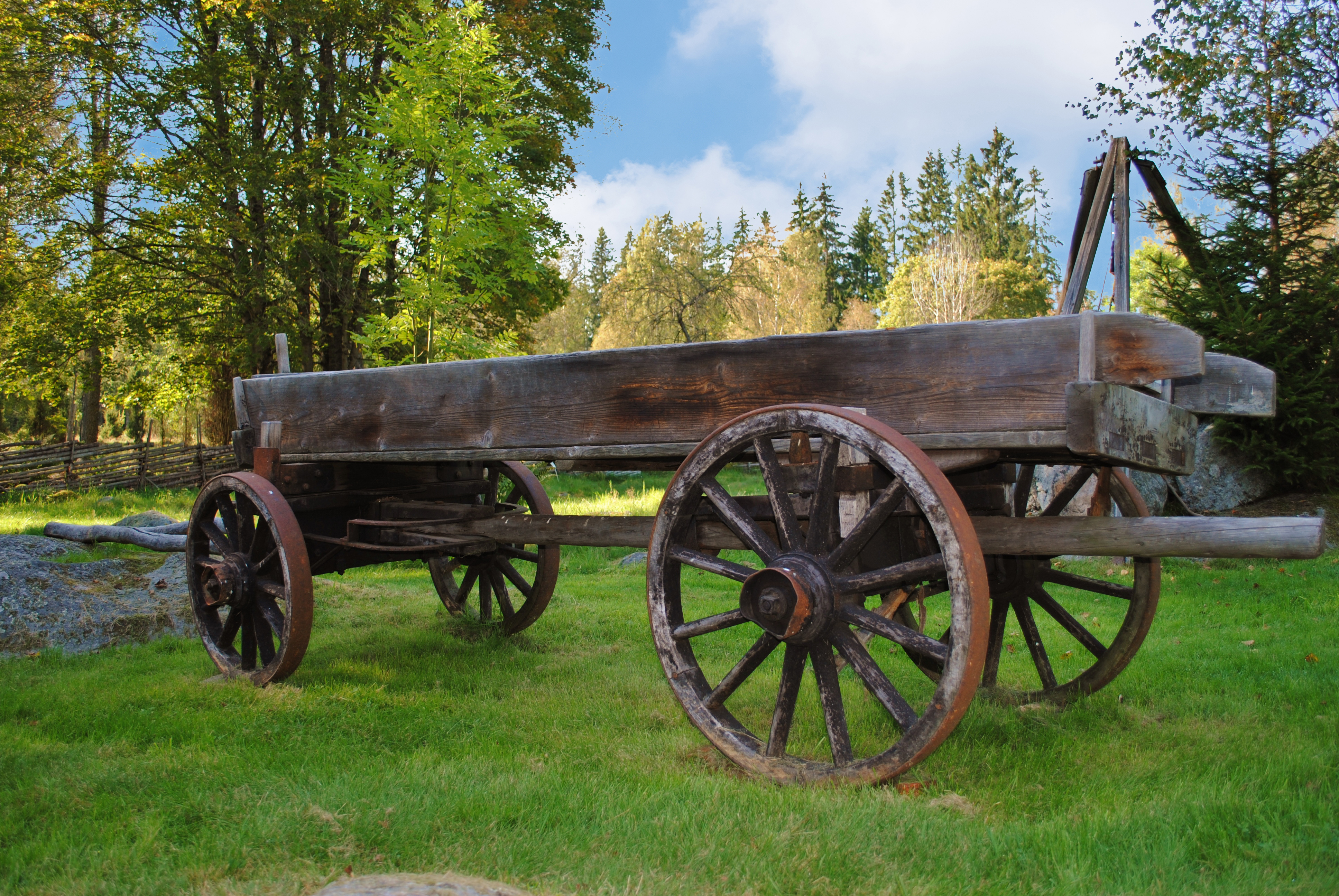
Vagn med järnskodda trähjul
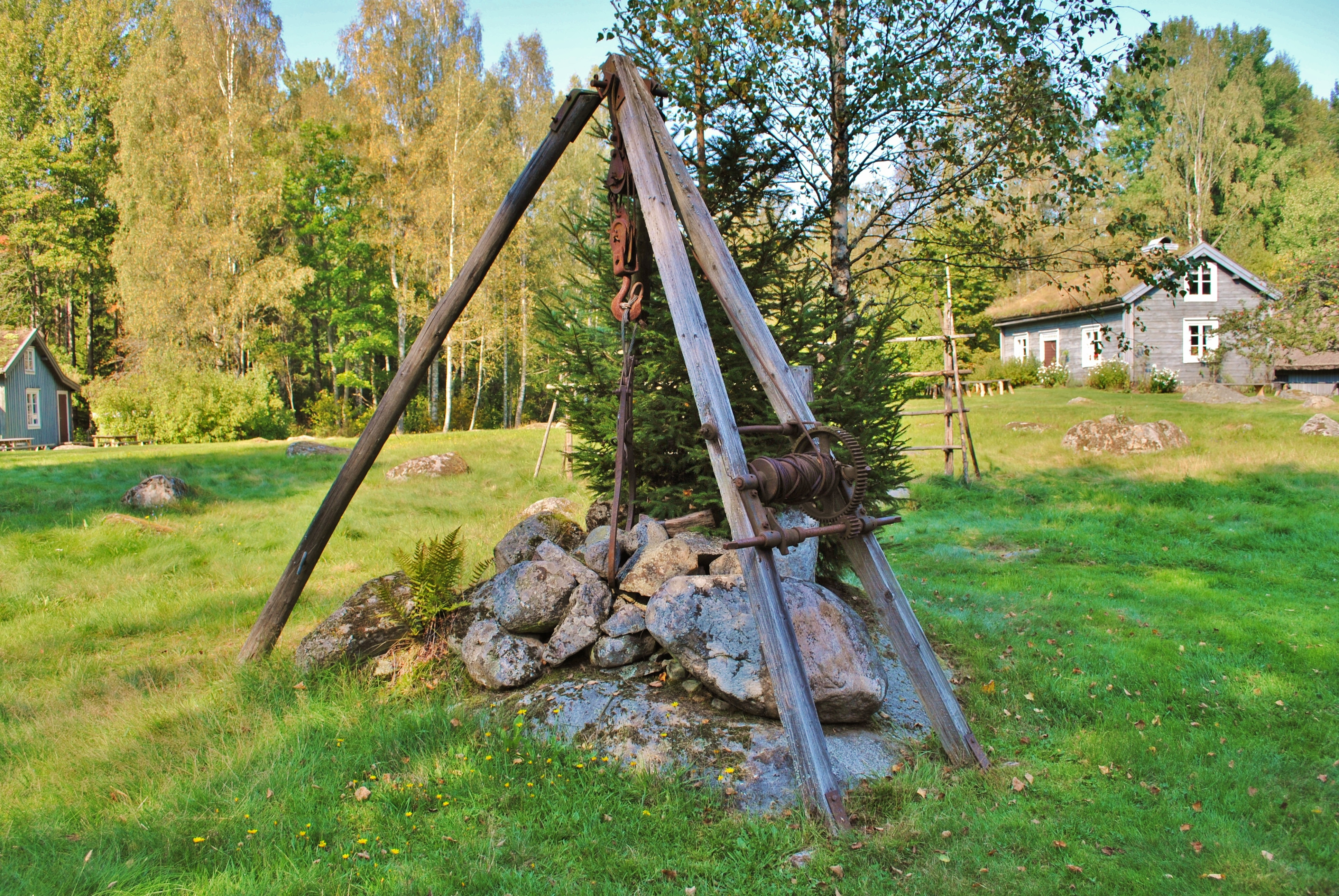
Stenupptagare
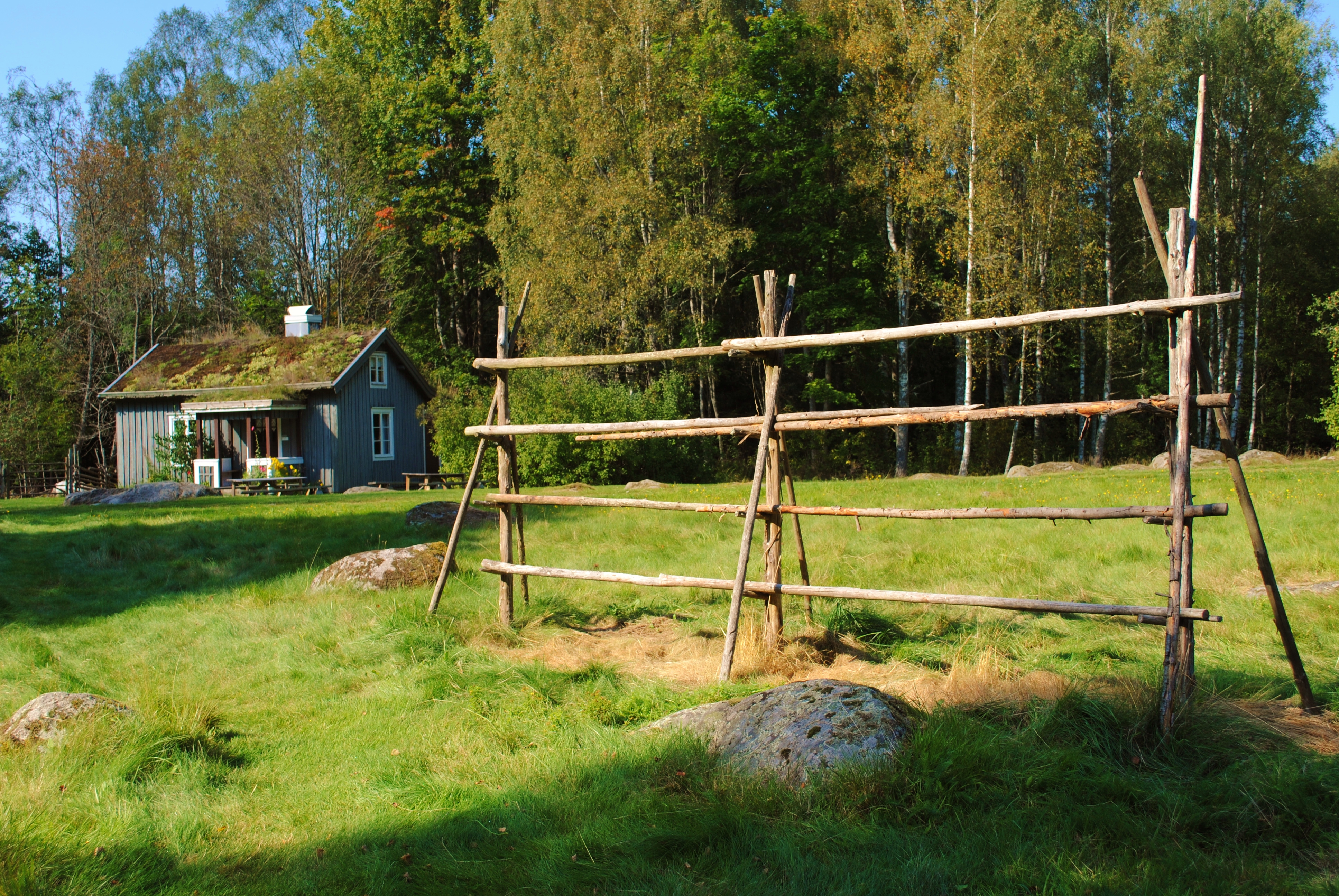
Hässjestänger
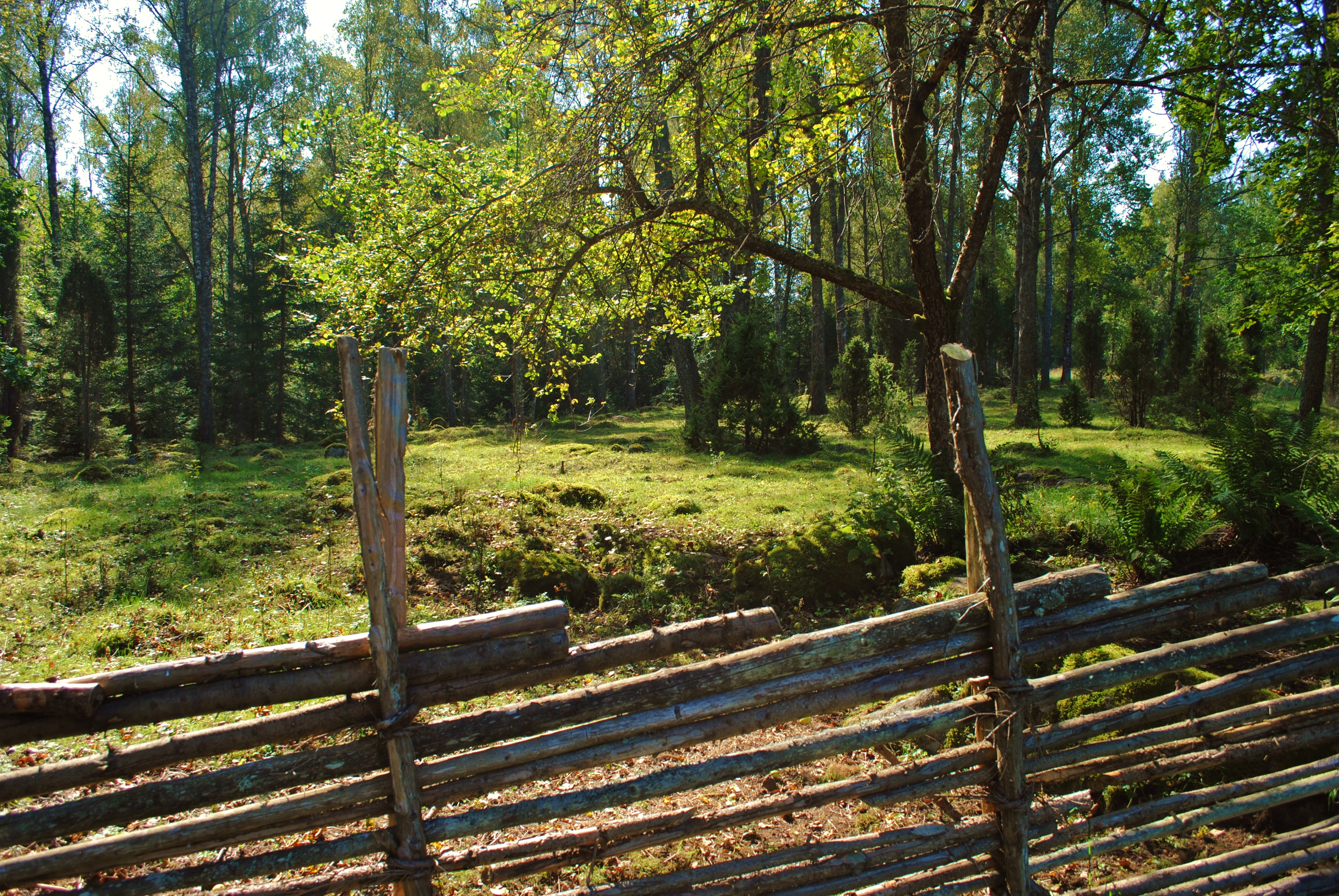
Gärdesgård